# Lemud
Lemud é uma comuna francesa na região administrativa de Grande Leste, no departamento de Mosela. Estende-se por uma área de 4,24 km². Em 2010 a comuna tinha 519 habitantes (densidade: 122,4 hab./km²).